# Ceriagrion bellona
Ceriagrion bellona är en trollsländeart. Ceriagrion bellona ingår i släktet Ceriagrion och familjen dammflicksländor. IUCN kategoriserar arten globalt som livskraftig.

## Underarter
Arten delas in i följande underarter:
- C. b. bellona
- C. b. hoogerwerfi